# Нагорода Володимира Великого
Нагоро́да Володи́мира Вели́кого — академічна нагорода, встановлена Академією наук вищої школи України. Її вручають від 1994 року.

## Лауреати

### 1994
- Гончар Олесь Терентійович
- Скопенко Віктор Васильович

### 1995
- Драч Іван Федорович
- Гончарук Євген Гнатович

### 1996
- Мельничук Дмитро Олексійович
- Бородатий Василь Порфирійович

### 1997
- Таран-Жовнір Юрій Миколайович

### 1998
- Влох Орест Григорович
- Мощич Петро Степанович

### 1999
- Євтушенко Станіслав Костянтинович
- Жежеленко Ігор Володимирович

## 2000
- Поляков Микола Вікторович

### 2001
- Мовчан Павло Михайлович

### 2002
- Курако Юрій Львович

### 2003
Нагороду не присуджували

### 2004
- Стріха Віталій Іларіонович (посмертно)

### 2005
- Ситник Костянтин Меркурійович

### 2006
- Ніколаєнко Станіслав Миколайович
- Артемчук Галік Ісакович
- Кононенко Петро Петрович

### 2007
Нагороду не присуджували